# Кичић
Презиме Кичић егзистира на подручју Босанске Крајине у Републици Српској, БиХ. На подручју општине Челинац, у мјестима Шњеготина Средња,Шњеготина Доња и Шњеготина Горња живе Кичићи који славе Светог Киријака Отшелника (Михољдан).